# Liumen
Liumen (kinesiska: 六门乡, 六门) är en socken i Kina. Den ligger i provinsen Sichuan, i den sydvästra delen av landet, omkring 300 kilometer öster om provinshuvudstaden Chengdu. Antalet invånare är 11 709. Befolkningen består av 5 835 kvinnor och 5 874 män. Barn under 15 år utgör 21,0 %, vuxna 15-64 år 65 %, och äldre över 65 år 12,0 %.
Genomsnittlig årsnederbörd är 1 699 millimeter. Den regnigaste månaden är september, med i genomsnitt 337 mm nederbörd, och den torraste är december, med 12 mm nederbörd.